# Haleakala

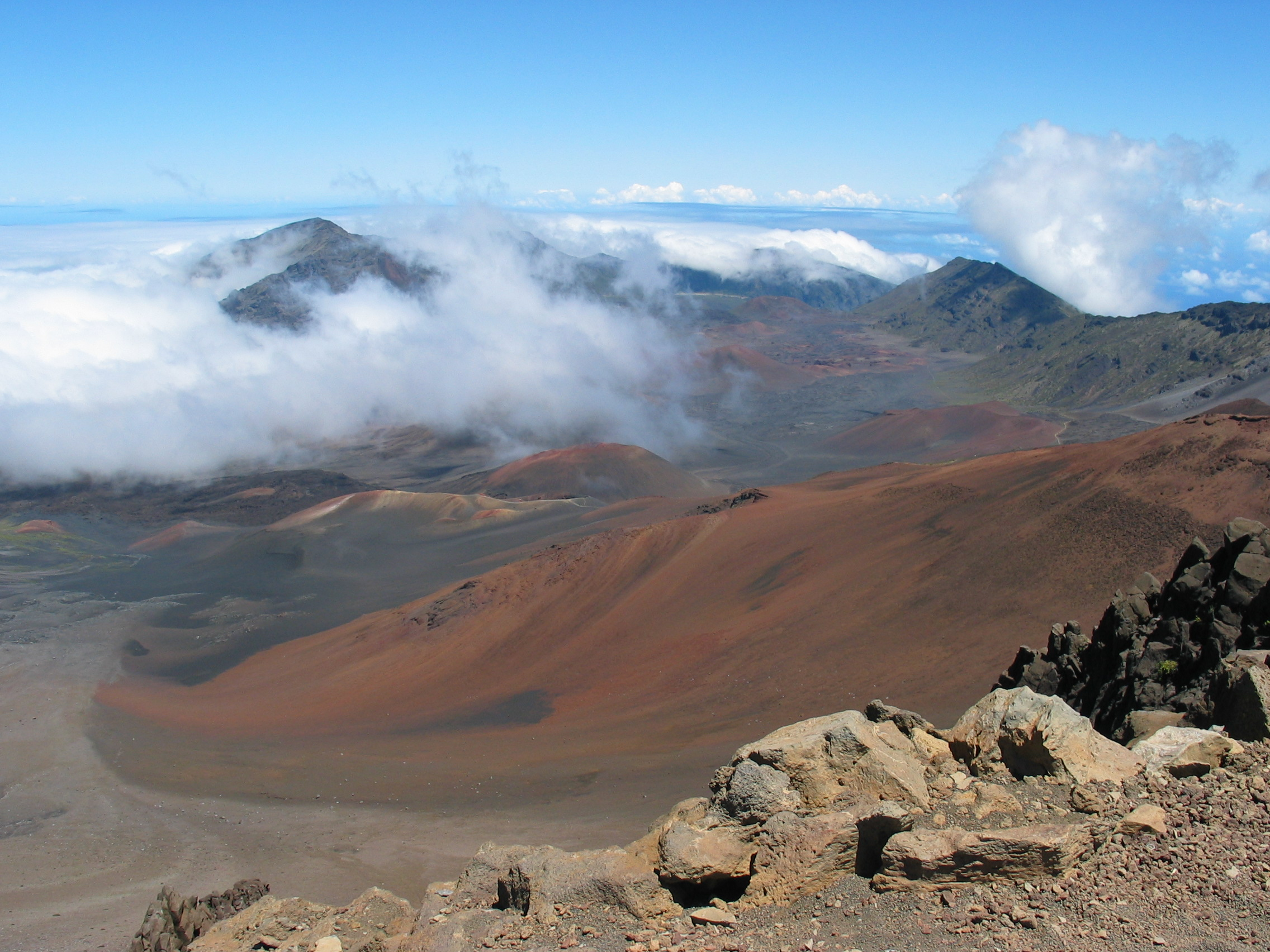
Cráter del Haelakala.

El Haleakala (Haleakalā en hawaiano, casa del sol en español) es un volcán ubicado en los Estados Unidos que forma más del 75 % de la superficie de la isla de Maui, alcanzando los 3055 metros.

## Mitología
En el folclore hawaiano, Haleakala se usaba para denominar toda la zona, no solo el volcán, ya que la depresión que hay en la cima del volcán era la casa de la abuela de Maui. Según la leyenda, la abuela de Maui le ayudó a capturar el sol creando una cuerda con sus cabellos. Maui logró atrapar al sol con la cuerda y luchó con él hasta que consiguió convencerle para ralentizar su viaje a través del cielo. Maui dejó libre al sol, y este volvería para iluminar la isla la mitad de cada día.